# Фуриасе, Элена
Элена Фуриасе Гонсалес (исп. Elena Furiase González; род. 9 марта 1988, Мадрид, Испания) — испанская актриса театра, кино и телевидения. Дочь певицы Лолиты и аргентинского продюсера и бизнесмена Гильермо Фуриасе, внучка певицы Лолы Флорес и певца и музыканта Антонио Гонсалеса, известного как Эль Пескаилья, двоюродная сестра актрисы Альбы Флорес. У неё есть младший брат Гильермо Антонио, который также занимается музыкой. Наиболее известна ролью Виктории в телесериале «Чёрная лагуна», которую исполняла в течение трёх лет (2007—2010).
В 2013 году снялась в восьмом сезоне телесериала «Любовь во времена переворотов» и кинофильме «Запрещённый Бог». В 2018 году появилась в телесериале «Гори, Мадрид».
12 октября 2018 года у неё родился сын Ноа Мартин Фуриасе от музыканта Гонсало Сьерры.